# Episodi di Nashville (quinta stagione)
La quinta stagione della serie televisiva Nashville è stata trasmessa in prima visione assoluta negli Stati Uniti d'America su CMT in due parti: la prima dal 15 dicembre 2016 al 9 marzo 2017, mentre la seconda dal 1º giugno al 10 agosto 2017.
In Italia, la stagione è stata interamente pubblicata il 30 novembre 2017 sul servizio on demand Vodafone TV.
| n°            | Titolo originale                        | Titolo italiano             | Prima TV USA     | Pubblicazione Italia |
| Prima parte   | Prima parte                             | Prima parte                 | Prima parte      | Prima parte          |
| ------------- | --------------------------------------- | --------------------------- | ---------------- | -------------------- |
| 1             | The Wayfaring Stranger                  | Lo straniero vagabondo      | 15 dicembre 2016 | 30 novembre 2017     |
| 2             | Back in Baby's Arms                     | Di nuovo tra le tue braccia | 5 gennaio 2017   | 30 novembre 2017     |
| 3             | Let's Put it Back Together Again        | Rimettiamo insieme i pezzi  | 12 gennaio 2017  | 30 novembre 2017     |
| 4             | Leap of Faith                           | Atto di fede                | 19 gennaio 2017  | 30 novembre 2017     |
| 5             | Love Hurts                              | L'amore fa soffrire         | 26 gennaio 2017  | 30 novembre 2017     |
| 6             | A Little Bit Stronger                   | Un po' più forte            | 2 febbraio 2017  | 30 novembre 2017     |
| 7             | Hurricane                               | Uragano                     | 9 febbraio 2017  | 30 novembre 2017     |
| 8             | Stand Beside Me                         | Restami accanto             | 16 febbraio 2017 | 30 novembre 2017     |
| 9             | If Tomorrow Never Comes                 | Se il domani non arriva mai | 23 febbraio 2017 | 30 novembre 2017     |
| 10            | I'll Fly Away                           | Volerò via                  | 2 marzo 2017     | 30 novembre 2017     |
| 11            | Fire and Rain                           | Fuoco e pioggia             | 9 marzo 2017     | 30 novembre 2017     |
| Seconda parte |                                         |                             |                  |                      |
| 12            | Back in the Saddle Again                | Di nuovo in sella           | 1º giugno 2017   | 30 novembre 2017     |
| 13            | Til I Can Make It On My Own             | Finché ce la faccio da solo | 8 giugno 2017    | 30 novembre 2017     |
| 14            | (Now and Then There's) A Fool Such as I | Stupido come me             | 15 giugno 2017   | 30 novembre 2017     |
| 15            | A Change Would Do You Good              | Un cambiamento necessario   | 22 giugno 2017   | 30 novembre 2017     |
| 16            | Not Ready to Make Nice                  | Non è tempo di cortesie     | 29 giugno 2017   | 30 novembre 2017     |
| 17            | Ghost in This House                     | Un fantasma in casa         | 6 luglio 2017    | 30 novembre 2017     |
| 18            | The Night Before (Life Goes On)         | La notte prima              | 13 luglio 2017   | 30 novembre 2017     |
| 19            | You Can't Lose Me                       | Non puoi perdermi           | 20 luglio 2017   | 30 novembre 2017     |
| 20            | Speed Trap Town                         | La città dei limiti         | 27 luglio 2017   | 30 novembre 2017     |
| 21            | Farther On                              | Più lontano                 | 3 agosto 2017    | 30 novembre 2017     |
| 22            | Reasons to Quit                         | Ragioni per smettere        | 10 agosto 2017   | 30 novembre 2017     |